# Tchinda Andrade
Tchinda Andrade, född 1979 som Alcides Andrade i Mindelo på São Vicente, död 29 november 2024 på samma plats, var en kapverdisk skådespelare och HBTQ-aktivist. Andrade är känd för sin roll i dokumentärfilmen Tchindas.
Andrade växte upp i Mindelo på ön São Vicente. Vid karnevalen år 1997 uppträdde Andrade som kvinna. År 1998 gick Andrade ut i kapverdisk media och berättade om sin transsexualitet. I de flesta afrikanska länder accepteras inte HBTQ-personer och de kan på grund av sin sexuella läggning dömas till fängelse. På Kap Verde kallas HBTQ-personer för Tchindas.

## Filmen Tchindas
Andrades historia uppmärksammades av den spanska journalisten Marc Serena. Serena kontaktade filmregissören Pablo García Pérez de Lara och tillsammans gjorde de en dokumentärfilm med Tchinda Andrade i huvudrollen. Filmen Tchindas visades vid African Film Festival 2016 och året därpå i New York.